# Фокс, Эмилия
Эми́лия Ро́уз Эли́забет Фокс (англ. Emilia Rose Elizabeth Fox; род. 31 июля 1974) — британская актриса.

## Биография
Эмилия Лидия Роуз Фокс родилась в Лондоне, в семье актёров Джоанны Дэвид и Эдварда Фокса. Всё своё детство Эмилия провела за кулисами. Училась в Брайнстонской школе, а затем в Оксфордском университете, где она подружилась с другой будущей актрисой Орландо Уэллс. Есть родные брат Фредди и сестра Люси Арабелла, а также двоюродный брат Лоуренс Фокс.
Карьера Эмили на телевидении началась с небольшой роли в сериале «Гордость и предубеждение», где она сыграла Джорджиану Дарси. Затем она играет в фильме «Ребекка». Её мать играла в версии 1979 года этого фильма. Параллельно, она продолжает работать в театре, и в 1998 году участвует в Чичестерском театральном фестивале.
В 2000 году её пригласили в сериал «Рэндалл & Хопкирк (умерли)», где она снялась в 11 эпизодах. В 2003 году она снимается в фильме «Страна любви», причём роль отца достается её реальному отцу Эдварду Фоксу. Затем следуют роли в мини-сериалах: Джейн Сеймур в «Генрихе VIII» и леди Маргарет в «Заговоре против короны».
В 2004 году она была приглашена на роль Линн Фредерик в сериале «Жизнь и смерть Питера Селлерса», где главную роль играл Джеффри Раш. Был снят ряд серий, где сосредотачивались отношения Фредерик и Селлерса, но в конечном итоге эти серии не были показаны, а все её сцены удалены. Эти серии и вырезанные сцены можно увидеть на DVD-выпуске телесериала. В это же время она участвует в съемках сериала «Немой свидетель», где сыграла в 96 эпизодах в роли Никки Александер.

## Личная жизнь
В июле 2005 года Фокс вышла замуж за актёра Джареда Харриса. В январе 2009 года Харрис подал на развод, который был завершён в 2010 году.
С 2010 по 2011 год Фокс состояла в отношениях с актёром Джереми Гилли, от которого у неё есть дочь Роуз (род. 2010).

## Фильмография
| Фильмы      | Фильмы                             | Фильмы                           | Фильмы                       |
| Год         | На русском языке                   | На языке оригинала               | Роль                         |
| ----------- | ---------------------------------- | -------------------------------- | ---------------------------- |
| 1997        | Ребекка                            | Rebecca                          | вторая миссис де Уинтер      |
| 1997        | Яркие волосы                       | Bright Hair                      | Энн Девениш                  |
| 1997        | Искушение Франца Шуберта           | The Temptation of Franz Schubert | Каролина фон Эстерхази       |
| 1998        | Мерцание                           | Blink                            | Ники                         |
| 1999        | Съёмки прошлого                    | Shooting the Past                | Spig                         |
| 1999        | Дэвид Копперфилд                   | David Copperfield                | Клара Копперфилд             |
| 2002        | Пианист                            | The Pianist                      | Дорота                       |
| 2002        | Сабина                             | Prendimi l’anima                 | Сабина Шпильрейн             |
| 2003        | Три слепые мыши                    | 3 Blind Mice                     | Клер Блидж                   |
| 2003        | Страна любви                       | The Republic of Love             | Фэй                          |
| 2004        | Успей сделать это до 30            | Things to Do Before You’re 30    | Кейт                         |
| 2004        | Заговор против короны              | Gunpowder, Treason & Plot        | леди Маргарет                |
| 2005        | Тигр и снег                        | La Tigre e la neve               | Ненси Браунинг               |
| 2005        | Молчи в тряпочку                   | Keeping Mum                      | Рози Джонс                   |
| 2006        | Освободите Джимми                  | Free Jimmy                       | Беттина, озвучка             |
| 2006        | Возврат                            | Cashback                         | Шэрон Пинти                  |
| 2007        | Балетные туфельки                  | Ballet Shoes                     | Сильвия Браун                |
| 2008        | Воспоминания неудачника            | Flashbacks of a Fool             | сестра Джейн                 |
| 2008        | Пылая страстью                     | Consuming passion                | Кирсти                       |
| 2009        | Дориан Грей                        | Dorian Gray                      | леди Виктория Уоттон         |
| 2010        |                                    | The Man Who Married Himself      | Сара                         |
| 2010        | Путь к вечной жизни                | Ways to Live Forever             | мать                         |
| 2011        | Тысяча поцелуев                    | A Thousand Kisses Deep           | Дорис                        |
| 2012        | На грани сомнения                  | Suspension of Disbelief          | Клэр Джонс                   |
| 2012        | Электрическое кино: Как себя вести | Electric Cinema: How to Behave   | девушка                      |
| 2012        | Английский                         | The English                      | мать                         |
| 2013        | Ловушка для Золушки                | Trap for Cinderella              | Pycotheropist                |
| 2013        |                                    | The Wipers Times                 | Кейт Робертс                 |
| 2014        |                                    | Not Ever                         | Эмили                        |
| 2017        | Горькая жатва                      | Bitter Harvest                   | Надя                         |
| 2020        | Бывшая с того света                | Blithe Spirit                    | Вайолет Брэдман              |
| Телевидение |                                    |                                  |                              |
| Год         | На русском языке                   | На языке оригинала               | Роль                         |
| 1995        | Гордость и предубеждение           | Pride and Prejudice              | Джорджиана Дарси             |
| 1998        | Круглая башня                      | The Round Tower                  | Ванесса Рэтклифф             |
| 1998        | Вердикт                            | Verdict                          | Чарли Мойес                  |
| 1999        | Багряный первоцвет                 | The Scarlet Pimpernel            | Минетт Роланд                |
| 2000        | Дети других людей                  | Other People’s Children          | Дайли                        |
| 2000—2004   | История Британии                   | A History of Britain             | озвучка                      |
| 2003        | Генрих VIII                        | Henry VIII                       | Джейн Сеймур                 |
| 2003        | Елена Троянская                    | Helen of Troy                    | Кассандра, троянская царевна |
| 2004        | Заговор против короны              | Gunpowder, Treason & Plot        | леди Маргарет                |
| 2005        | Королева-девственница              | The Virgin Queen                 | Эми Дадли                    |
| 2004—н. в.  | Немой свидетель                    | Silent Witness                   | Никки Александер             |
| 2009—2011   | Мерлин                             | Merlin                           | Моргауза                     |
| 2010        |                                    | Bookaboo                         |                              |
| 2012        | Вверх и вниз по лестнице           | Upstairs Downstairs              | леди Порция Альресфорд       |
| 2012        | Фалькон                            | Falcón                           | Инес                         |
| 2013        | Не те парни                        | The Wrong Mans                   | Скарлетт                     |
| 2016        | Туннель                            | The Tunnel                       | Ванесса Гамильтон            |
| 2018        | Внутри девятого номера             | Inside No. 9                     | Наташа                       |
| 2019—2020   | Суд над Кристиной Килер            | Trial of Christine Keeler        | Валери Профьюмо              |
| 2022        | Синьора Вольпе                     | Signora Volpe                    | Сильвия Фокс                 |

## Награды и номинации
| Год  | Премия                | Категория      | Фильм или сериал | Результат |
| ---- | --------------------- | -------------- | ---------------- | --------- |
| 2003 | Flaiano Film Festival | Лучшая актриса | «Сабина»         | Победа    |
| 2003 | Polish Film Awards    | Лучшая актриса | «Пианист»        | Номинация |